# Великий стрибок
Великий стрибок — економічна і політична кампанія в Китайській Народній Республіці з 1958 по 1960 рік, націлена на зміцнення індустріальної бази й різкий підйом економіки країни, яка однак призвела до трагічних наслідків для китайського народу. Тоді Китай був на 90 % аграрною країною, якій була гостро необхідна модернізація. Мао Цзедун обґрунтовував політику Великого стрибка за допомогою марксистської теорії продуктивних сил, проте його спроба посилити економічне зростання шляхом різкої колективізації й підмінити професіоналізм ентузіазмом, а також неправильні рішення в галузі сільського господарства обернулися катастрофою: наслідком Великого стрибка стала смерть від 20 до 40 мільйонів осіб, і це зробило його найбільшою соціальною катастрофою XX століття.

## Історичні передумови
Великому стрибку передували складні події китайської історії. Країна поступово відновлювалася після довгої війни, організовувалася промисловість.
Було проведено низку реформ — зокрема, заборонено релігійні організації та містичні ритуали, проведено часткову колективізацію й утворено малі селянські господарства, держава взяла на себе контроль за розподілом сільськогосподарської продукції. Китай спочатку намагався йти шляхом СРСР і використовував радянських фахівців.
Після викриття культу особи Сталіна, що не могло сподобатись Мао, між Китаєм і СРСР виникли протиріччя. За вказівкою Мао Цзедуна, китайські ЗМІ повинні були замовчувати рішення XX з'їзду КПРС, щоб не збуджувати в китайському народові «нездорового інтересу».
На противагу рішенням XX з'їзду керівництво КПК висунуло в травні 1956 установку «нехай розквітають сто квітів, хай змагаються сто шкіл». Фактично, це було провокацією, що дозволила виявити всіх ідеологічних супротивників диктатури компартії.
У лівому крилі Комуністичної партії Китаю з'явилася ідея форсувати розвиток економіки, спираючись на загальний ентузіазм населення. У травні 1958 року скликали Другу сесію VIII з'їзду КПК, що працювала в закритому режимі. Вона затвердила «нову генеральну лінію», яку запропонував Мао Цзедун. Було проголошено курс «трьох червоних знамен»: «великий стрибок», народна комуна і «нова генеральна лінія» .
Більш прагматичні праві комуністи опиралися цій політиці, але програли боротьбу. Була впевненість, що за короткий строк можна «наздогнати й обігнати» провідні країни, якщо замінити дрібні комуни великими і задіяти глобальні перетворення, починаючи з виробництва сталі. Використовуючи недостовірні завищені дані про виробництво зерна в країні, Мао Цзедун заявив в серпні 1958 року на розширеній нараді в Бейдайхе, що «зернову проблему здебільшого вирішено», і запропонував кинути всі сили на те, щоб у 1958 році подвоїти виробництво металу в порівнянні з 1957 роком .
Нарада в Бейдайхе ухвалила рішення про повсюдне створення народних комун. Передбачалося, що в народних комунах будуть поєднуватися промисловість, сільське господарство, освіта і військова справа. Тим самим було узаконено розпочатий з ініціативи Мао процес «комунізації» китайського села .
Керуючись прийнятими рішеннями, Держплан КНР розробив новий варіант п'ятирічного плану на 1958–1962 роки. Він передбачав різке прискорення темпів економічного розвитку. Передбачалося збільшити випуск промислової продукції в 6,5 разів, сільськогосподарської в 2,5 рази, причому середньорічний приріст в промисловості повинен був скласти 45 %, а в сільськогосподарському виробництві — 20 %. Виплавку сталі передбачалося збільшити в 10 разів, зі спочатку запланованих приблизно 10 млн тонн до 100 млн тонн .
Міжнародним фоном для Великого стрибка стали Угорська революція 1956 року, Суецька криза й утворення республіки Ірак.
Додаткове напруження виникло внаслідок Тибетського повстання 1959, що спричинило за собою від'їзд Далай Лами в Індію і подальше погіршення китайсько-індійських відносин.

## Політика Великого стрибка
Великий стрибок вилився в низку масових всекитайських кампаній, до яких залучалося практично все населення, що наближувалося за чисельністю до мільярда осіб.
Великим стрибком була названа друга китайська п'ятирічка (1958–1963).

### Соціальні перетворення
На основі досвіду колективізації в СРСР Мао Цзедун готував перетворення соціальної структури. Основою майбутнього ідеального суспільного ладу в Китаї повинна була стати «народна комуна». «Народна комуна, — писав Мао, — є найкращою формою поступового переходу від соціалізму до комунізму і у своєму розвитку вона буде вихідною структурою майбутнього комуністичного суспільства». Масову «комунізацію» стали проводити з 1958 року. Основний принцип, на якому мали ґрунтуватися народні комуни, полягав у тотальному усуспільненні всього життя їхніх членів. Інструментом обміну замість грошей у цих групах служили «трудодні». Виступаючи в Бейдайхе, Мао Цзедун говорив: "Присадибні ділянки ліквідуються. Кури, качки, дерева біля будинків поки залишаються у власності селян. Надалі й це буде усуспільнено… Треба продумати питання про відмову від системи грошового жалування та відновленні системи безкоштовного постачання". Комуна ставала адміністративним осередком. Правління комуни було місцевим адміністративним органом.

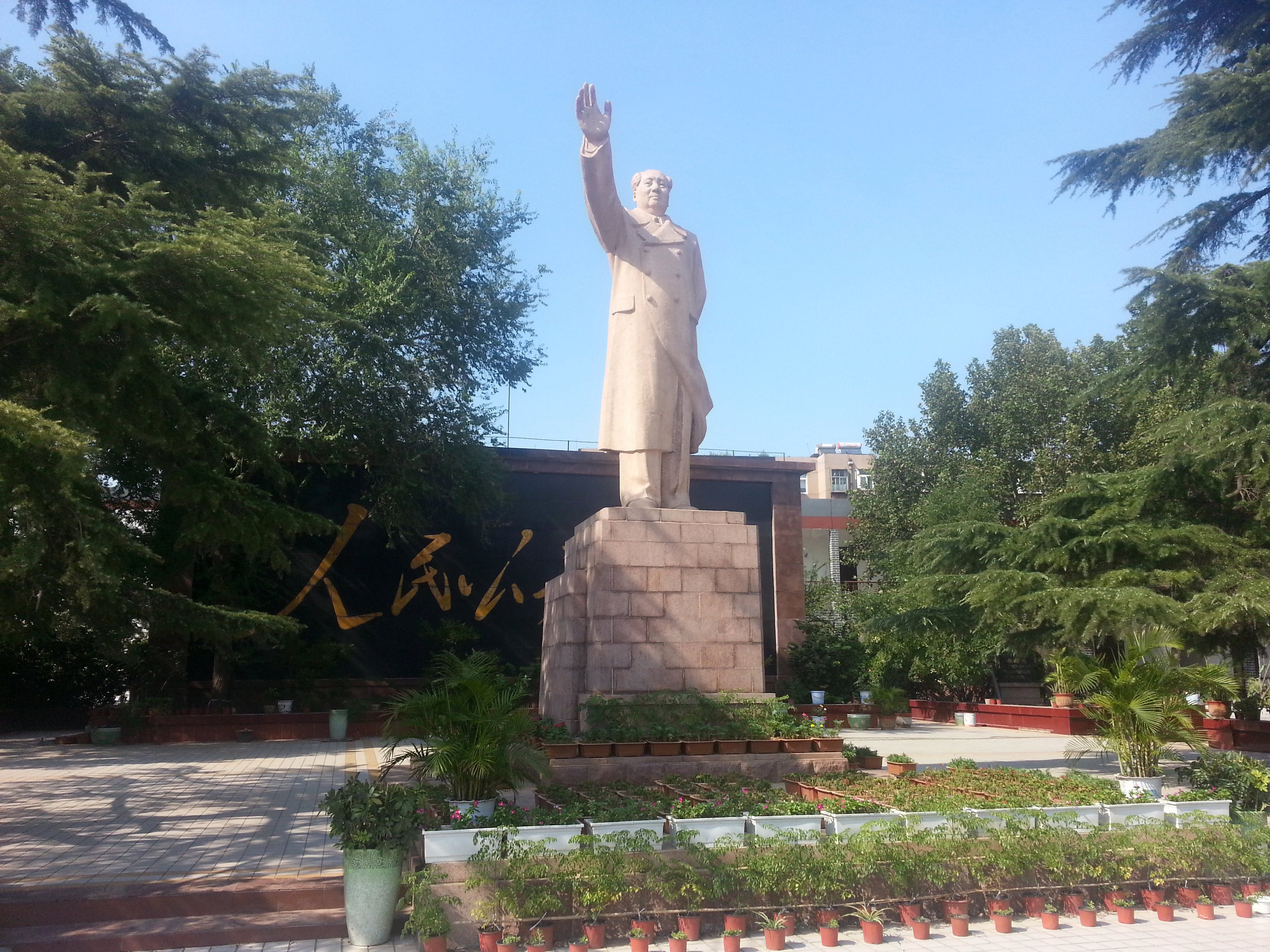
Меморіал у місті Цзинань провінції Шаньдун, де 9 серпня 1958 Мао Цзедун фактично дав старт кампанії зі створення народних комун

Поряд із сільським господарством, у комунах мало розвиватись промислове виробництво. Селяни повинні були самі плавити метал, виготовляти сільськогосподарський інвентар і транспортні засоби. До кінця 1958 року було створено 26 000 комун, середній розмір яких становив 20 000 осіб. Кожен завод і міський район також слід було перетворити на міську комуну на тих самих принципах, що і сільські.
Комунізація села принесла селянам масу нових тягот. Замість відпочинку від польових робіт їм доводилося займатися варінням «сталі» в сільських металургійних печах, боротися з «чотирма шкідниками» — щурами, мухами, комарами й горобцями, приділяти час «політосвіті». У результаті на обробку багатьох полів часто просто не залишалося часу і вони перебували в запустінні. Створюючи видимість великих успіхів, місцева влада приховували справжній стан справ, вдаючись до підтасовування звітів і показухи під час інспекційних поїздок начальства.

### Мала металургія
Головною проблемою підйому економіки та індустріалізації вважалося виробництво сталі. Всюди почали будуватися майстерні з виробництва сталі, при цьому була відсутня належна інфраструктура і фундаментальні знання про сталь і мартенівські печі. Відповідно до директиви Партії, всюди почали будувати малі печі з глини, які топили дровами. Робочих набирали з довколишніх сіл. До осені 1958 року по всьому Китаю діяло більш як 700 тис. кустарних доменних печей, на роботу з виробництва металу було мобілізовано до 100 млн осіб .
Ще в 1959 році, після вивчення проблеми і перших дослідів, стало ясно, що хорошої якості сталь можна робити тільки у великих печах на великих фабриках, використовуючи кам'яне вугілля як паливо, проте проект тривав, населення організовувало на місцях видобуток вугілля і намагалося модернізувати печі.
Результатом був низькоякісний чавун, що вимагає для перетворення на сталь додаткової обробки й непридатний для широкомасштабного використання сам по собі. Його можна було використовувати переважно для виготовлення плугів і витрачати в межах комуни. Економічні втрати в результаті «битви за сталь» досягли 2 млрд юанів .
Керівництво, однак, було піднесене загальним підйомом, а фахівці боялися виступати з критикою після кампанії Нехай розцвітають сто квітів.
У 1958 році виробництво «сталі» зросло на 45 %, а в 1959 році — ще на 30 %. Однак у 1961 році неефективність малої металургії стала очевидною, виробництво сталі різко впало, і повернулося до рівня 1958 лише в 1964 році. Величезна витрата вугілля викликала перебої в постачанні електроенергією — восени у низці провінцій Північного Сходу повністю або частково припинили роботу більшість підприємств легкої промисловості .

### Реформи сільського господарства
Сільське господарство в роки Великого стрибка було полігоном для широкомасштабних соціальних і агропромислових експериментів.
Велося будівництво іригаційної системи, частково неефективне через відсутність кваліфікованих інженерів.
Експерименти по засіву зернових базувалися також на розробках радянського академіка (пізніше підданого критиці) Лисенко і його послідовників. Пробували, наприклад, засівати насіння більш густо з глибокою оранкою, з розрахунку, що система коренів, що йдуть углиб, дозволить уникнути конкуренції рослин, і з'являться більші врожаї.
Кампанія зі знищення горобців призвела до тяжких порушень екологічного балансу, в результаті яких різко збільшилася популяція комах, що винищували врожаї.
Волюнтаристські експерименти в поєднанні з колективізацією призвели до масового голоду.

## Наслідки Великого стрибка

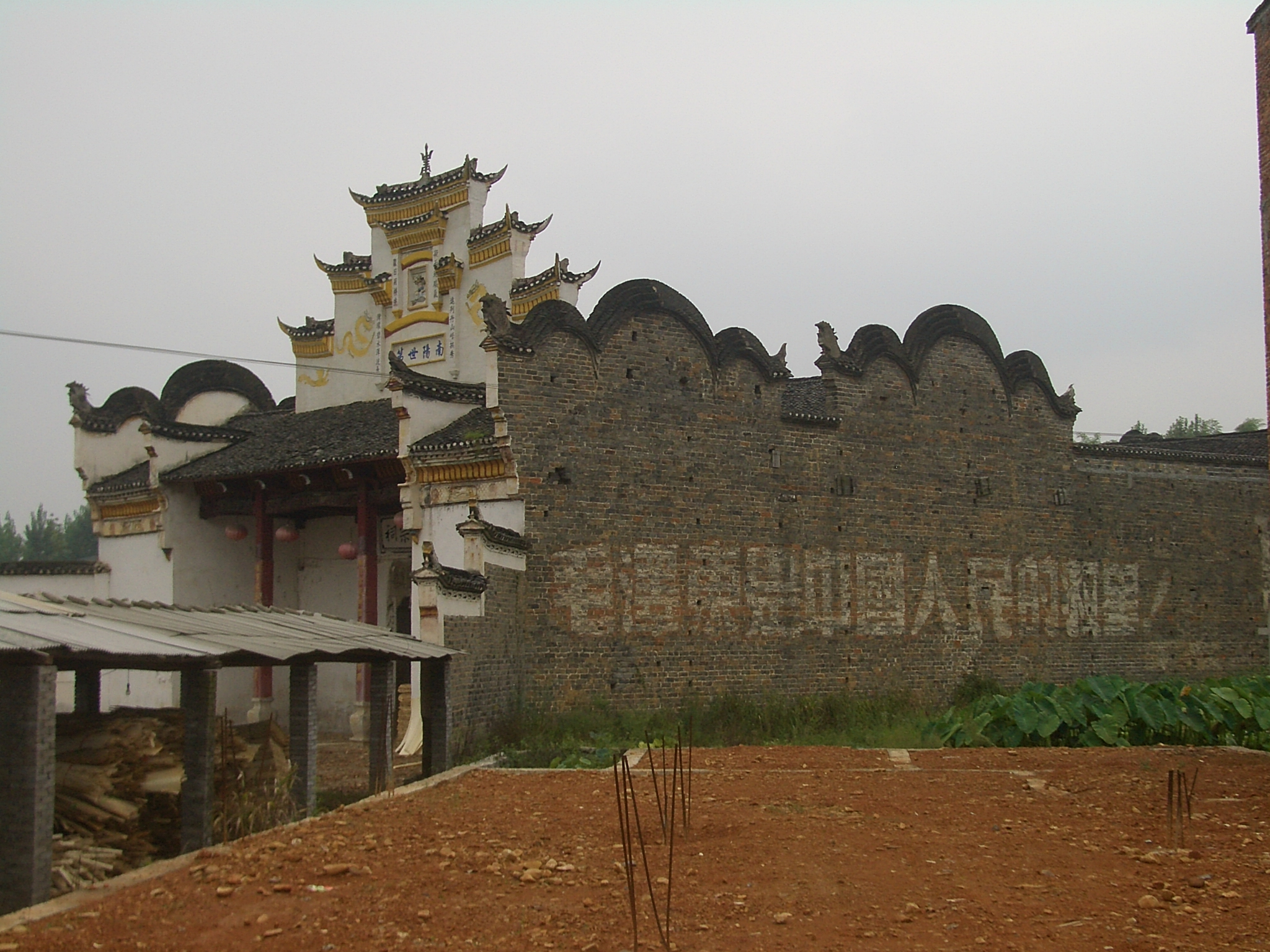
Сільський храм у провінції Хубей, на стіні якого видно гасло: «Мао Цзедун — рятівник китайського народу», мабуть, належить до періоду Великого стрибка

### Наступмасового голоду
У 1958 році була гарна погода і очікувався хороший урожай. Відволікання великої кількості людей на виплавку сталі і кампанію зі знищення горобців призвели до того, що урожай виявився невисоким, хоча офіційні цифри рапортували про успіхи. Рапорти ґрунтувалися також на кількості зерна, поставленого в зерносховища. Збільшення постачань досягалося шляхом зменшення частки зерна у селян, які стали страждати від недоїдання.
У 1959 і 1960 роках два роки поспіль стояла погана погода, що призвело до вкрай низьких врожаїв і голоду в низці провінцій. На це наклалася велика повінь через розлив річки Янцзи, від якої загинуло два мільйони осіб.
Особливо сильна посуха була 1960 року, вона вразила північні провінції. Посуха наклалася на перегини колективізації та на наслідки експериментів зі знищення горобців. Величезна кількість людей вимерло від голоду в найбільш родючій провінції Сичуань. При цьому офіційна статистика знову мало відповідала реальному стану справ, оскільки урожай конфісковували у селян для заповнення державних сховищ відповідно до плану (що увійшло в статистичні дані), а селянам майже нічого не залишалося для прожитку, загибель від голоду набула масового характеру.
У січні 1961 року відбувся IX пленум ЦК КПК, який вирішив призупинити політику Великого стрибка в сільському господарстві й прийняв надзвичайні заходи щодо закупівель зерна в Канаді та Австралії. Реальна заробітна плата знизилася в містах на 10 %. Загалом політика «великого стрибка» обійшлася Китаю майже в 70 млрд доларів, що становило близько однієї третини валового національного продукту країни .
Згідно з архівними даними компартії Китаю, приблизно 45 мільйонів китайців загинули від голоду між 1958 і 1962 роками.

### Лушаньська партконференція та її наслідки
Перша жорстка критика політики Великого стрибка пролунала на Лушаньській партконференції в липні-серпні 1959, виступав маршал Пен Дехуай. Він висловив незгоду з політикою мобілізації всієї країни на здійснення кустарної виплавки сталі, вказав на поспішність у проведенні комунізації, критикував обстановку, яку сформувало політбюро ЦК КПК, за відступ від принципів колективного керівництва, поставив питання про відповідальність всіх керівників партії, «включаючи товариша Мао Цзедуна», за ситуацію, що склалася в країні. Надалі Мао Цзедун усунув його з усіх посад, а на його місце призначив Ліня Бяо.
У партії виникло серйозне протистояння, яке тривало аж до Культурної Революції. У підсумку Мао Цзедун публічно визнав допущені помилки, він навіть покинув пост Голови КНР, поступившись ним Лю Шаоці (він залишався Головою КПК і Головою Військового Ради). Господарською діяльністю зайнялися впритул Лю Шаоці і Ден Сяопін, їм довелося прийняти ряд прагматичних заходів, щоб хоча б частково виправити ситуацію. Вони зайнялися деколективізацією і частковим поверненням до «капіталістичних» методів управління. Мао Цзедун жорстоко помстився за цю поразку під час Культурної революції, в ході якої розгорнулася боротьба з «тими, хто йде капіталістичним шляхом», а Пен Дехуай, Лю Шаоци і Ден Сяопін були піддані репресіям.

### Відгомони
Після смерті Мао, Хуа Гофен (новий і значно менш авторитетний лідер КНР) намагався зміцнити свої позиції шляхом спроби проведення нового Великого Стрибка. За прообраз передбачалося брати Дацин і Дачжай, висунуті ще Лінь Бяо як істинно комуністичні підприємства, що працюють на військовій дисципліні — без матеріальних стимулів. Ця ініціатива була пригнічена авторитетом Ден Сяопіна та інших ветеранів партії.